# Gomortega keule
Gomortega keule je jediný druh čeledi Gomortegaceae nižších dvouděložných rostlin z řádu vavřínotvaré (Laurales). Je to vysoký strom s tuhými, jednoduchými, vstřícnými listy, rostoucí v pobřežních horách ve středním Chile. Stromy poskytují kvalitní červené dřevo, plody mají jedlou dužninu a jsou místně používány jako halucinogen. Jedná se o ohrožený druh.

## Popis
Gomortega keule je vysoký, stálezelený strom s jednoduchými vstřícnými aromatickými listy, dorůstající výšky až 30 metrů. Listy jsou lesklé, tuhé, kožovité, celokrajné, úzce eliptické, se zpeřenou žilnatinou a bez palistů. Květy jsou drobné, pravidelné, uspořádané ve vrcholových i úžlabních hroznech. Okvětí je kalichovité, složené nejčastěji ze 7 (5 až 9) volných lístků. Tyčinek je obvykle 9, řidčeji jiný počet (7 až 13) a jsou uspořádány ve spirále. Semeník je spodní, srostlý ze dvou až tří plodolistů, se stejným počtem komůrek a 1 vrcholovou čnělkou se 3 bliznami. V každé komůrce je 1 vajíčko. Plodem je peckovice obsahující většinou jediné semeno.

## Rozšíření
Gomortega roste ve středním Chile v pobřežním pohoří Cordillera de la Costa, v regionech Biobío a Maule. Stromy rostou jako součást lesních porostů ve vlhkých, severně orientovaných stržích.

## Ekologické interakce
Květy gomortegy jsou opylovány hmyzem. Mezi nejčastější návštěvníky náleží pestřenky Allograpta hortensis, Syrphus octomaculatus a S. reedi

## Taxonomie
Druh Gomortega keule popsal v roce 1782 Juan Ignacio Molina jako Lucuma keule a zařadil jej tak zcela mylně do čeledi zapotovité. Později byl různými autory zařazen do samostatného rodu Gomortega, Adenostemum či Keulia.
V klasických botanických systémech (Cronquist, Dahlgren, Tachtadžjan) byla čeleď Gomortegaceae řazena do řádu Laurales podobně jako v novějším systému APG.
Nejblíže příbuznou skupinou je podle fylogenetických analýz čeleď Atherospermataceae.

## Historie
První písemné zmínky o tomto druhu pocházejí od jezuitů z poloviny 17. století.

## Ochrana
Druh je veden v Červeném seznamu ohrožených druhů IUCN jako ohrožený. Za hlavní ohrožení je považována těžba dřeva a způsob managementu lesních porostů, které zde nejsou nijak chráněny. Oblast rozšíření je asi 250 km dlouhá a 70 km široká.

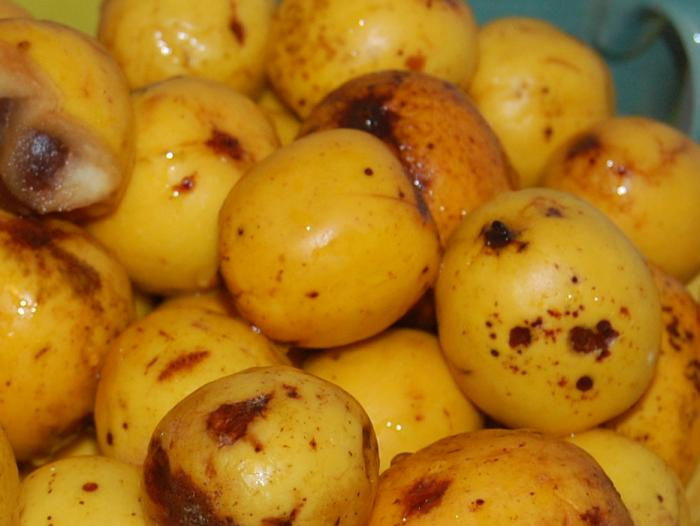
Zralé plody Gomortega keule

## Význam
Dřevo gomortegy je kvalitní, těžké, odolné a má červenou barvu. Je těženo již po staletí. Je používáno např. jako konstrukční dřevo. Plody jsou jedlé a je z nich v oblasti výskytu připravována marmeláda. Syrové plody používají místní Mapučové k dosažení stavu opojení. Z borky je místně připravováno červené barvivo k barvení ovčí vlny.